# Ядерна бомба B46
Ядерна бомба B46 (або Mk-46) — американська термоядерна бомба високої потужності, яка була розроблена та випробувана наприкінці 1950-х років. Ніколи не була розгорнута. Хоча спочатку планувалося створити серійний проєкт, B46 стала лише проміжним прототипом B-53 і кілька разів проходила випробування. Ці прототипи були відомі як TX-46 (випробувальні/експериментальні).
Конструкція B46 приблизно важила 3,680 кг і становив близько 94 мм в діаметрі. Передбачалася потужність 9 мегатонн.
Історія розробки B46, мабуть, безпосередньо походить від старішої, більшої конструкції ядерної бомби Mark 21, яка була похідною від конструкції Shrimp, яка була першою в США випробувальною термоядерною бомбою на твердому паливі, запущеною під час випробування Кастл Браво.
B46 була випробувана під час операції Hardtack I у 1958 році. Основний елемент поділу (див. конструкцію Теллера-Улама) був запущений в тесті Hardtack Butternut з орієнтовною потужністю 81 кілотонна, випробування повної зброї проводився в тестовому вибуху Hardtack Yellowwood і закінчилося лише з потужністю 330 кілотонн, і було знову запущене в Hardtack Oук до потужності повних 8,9 мегатонн.
Концепції дизайну B46 були використані в новій конструкції зброї в 1959 році, TX-53, яка була перейменована в ядерну бомбу B53 і боєголовку W53. З 1997 по 2011 рік у неактивних резервах США було 50 бомб B53, хоча в цей період жодна не була розгорнута активно.
Ближче до кінця 1955 року було розглянуто можливість використання фізичного комплексу авіаційної бомби TX-46 як боєголовки для міжконтинентальної крилатої ракети «Snark» ВПС США. Також було розглянуто можливість використання однієї з армійських БРСД Redstone. XW-46/Redstone було скасовано на користь комбінації Titan II / W-53 у квітні 1958 року.